# Krokowski V
Krokowski V (Krokowski Hrabia, Krockow) − polski herb hrabiowski z nadania pruskiego, odmiana herbu Krokowski.

## Opis herbu
Opis z wykorzystaniem klasycznych zasad blazonowania.
W polu złotym trąba (róg) czarna z nabiciem srebrnym na dwóch ptasich nogach czarnych ze złotymi szponami wylotem w prawo, zamkniętym i zakończonym lilią srebrną podobnie jak i ustnik. Na tarczy korona hrabiowska. Klejnot: nad hełmem bez korony dwa ramiona zgięte w łokciach, w rękawach czerwonych, trzymające w dłoniach po sercu czerwonym. Labry: czarne, podbite złotem. Trzymacze: dwaj dzicy mężowie z maczugami, stojący na murawie zielonej, na której wstęga z dewizą IN DEO SPERO.

## Najwcześniejsze wzmianki
Herb nadany z tytułem hrabiowskim nadany Krokowskim w 1786 roku, ale ówczesna wersja niepoprawnie zawierała wszystkie godła herbu Krokowskich luzem w tarczy. Tytuł hrabiowski potwierdził król pruski 3 lutego 1848 wraz z urzędową zmianą nazwiska na Krockow von Wickerode, później na Krockow von der Wickerau. Wizerunek z XVIII wieku został zastąpiony przedstawioną tutaj wersją nadaniem 13 stycznia 1874 roku wraz ze zmianą nazwiska na von den Wickerode Graf Krockow.

## Herbowni
Krockow von Wickerode, Krockow von der Wickerau, von den Wickerode Graf Krockow.